# Капракотта
Капракотта (італ. Capracotta) — муніципалітет в Італії, у регіоні Молізе,  провінція Ізернія.
Капракотта розташована на відстані близько 150 км на схід від Рима, 45 км на північний захід від Кампобассо, 27 км на північ від Ізернії.

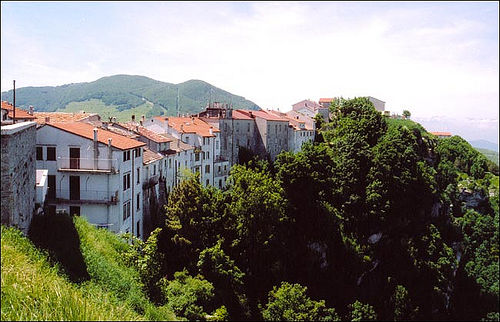

Населення — 915 осіб (2014).
Покровитель — San Sebastiano.

## Демографія
Населення за роками:

Станом на 1 січня 2023 року в муніципалітеті офіційно проживало 26 іноземців з 10 країн, серед них 5 громадян країн Євросоюзу та 1 громадянин України.

## Сусідні муніципалітети
- Аньоне
- Кастель-дель-Джудіче
- Пескопеннатаро
- Сан-П'єтро-Авеллана
- Сант'Анджело-дель-Песко
- Вастоджирарді